# Alan Ladd
Alan Ladd (Alan Walbridge Ladd: Hot Springs, Arkansas, 3 de septiembre de 1913-Palm Springs, California, 29 de enero de 1964) fue un actor estadounidense de cine negro, cine bélico y western. 
Se hizo célebre por su talante poco expresivo en escena y por su corta estatura (alrededor de 1,65 m.). En la mayor parte de las películas que protagonizó incorporó o bien al típico héroe norteamericano o a algún malvado no exento de principios. En ocasiones aparecía en los créditos como "Allan Ladd".

## Biografía y carrera artística
Ladd nació en Hot Springs, Arkansas, hijo de inmigrantes ingleses. Al principio de su carrera hacía pequeños papeles en el cine, como el de periodista en Ciudadano Kane, de Orson Welles (1941). Al año siguiente adquirió gran notoriedad por su papel de asesino con sentimientos en This Gun for Hire (en España, Contratado para matar) o El cuervo, 1942), junto a Veronica Lake. Al ser dicha actriz también menuda, los estudios reunieron a la pareja en otras producciones muy populares, como La llave de cristal, La dalia azul y Saigon. Es de señalar que el destino de ambos actores sería trágico.
A Ladd le llegó el estrellato por su papel de pistolero también entrañable en el western clásico Shane (en España, Raíces profundas, 1953), con Jean Arthur y Van Heflin. Ladd fue elegido 3 veces en la lista Quigley 10 de estrellas del año (años 1947, 1953 y 1954). En 1954 protagonizó, junto a Peter Cushing, Patrick Troughton y otros veteranos actores británicos, la película El caballero negro (The Black Knight), también británica, donde representó, cosa rara en él, a un bravucón caballero medieval. Desgraciadamente este trabajo fue oscurecido por el gran éxito cosechado con Raíces profundas.
Ladd trabajó también en la radio, señaladamente en la serie Box 13, que se presentó de 1948 a 1949 y fue producida por la propia compañía del actor, Mayfair Productions.
Alan Ladd estuvo casado con su agente, la exactriz de cine mudo Sue Carol. La actriz Jordan Ladd es su nieta. Con su primera esposa, Midge Harrold, tuvo un hijo, Alan Ladd, Jr., quien se hizo ejecutivo y productor cinematográfico, y fundó la Ladd Company. Otro hijo del actor, David Ladd, se casó con la actriz protagonista de la serie Los Ángeles de Charlie, Cheryl Ladd.
Alan Ladd murió en Palm Springs (California), de una sobredosis de alcohol y barbitúricos, en 1964, a los 50 años, en lo que se ha considerado un probable suicidio. Fue inhumado en el Forest Lawn Memorial Park Cemetery, de Glendale, California.

## Filmografía

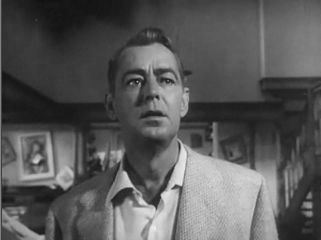
Alan Ladd en la película de 1959 The Man in the Net, de Michael Curtiz.

- Los insaciables, The Carpetbaggers, como Nevada Smith – 1964 (último film)
- 13, Calle Oeste, 13 West Street, como Walt Sherill – 1962
- La espada del vencedor, Orazi e curiazi, Horatius – 1961
- Un pie en el infierno, One Foot in Hell, Mitch – 1960
- El paso de la muerte, All the Young Men, Kincaid – 1960
- Los taladores, Guns of the Timberland, Jim Hadley – 1960
- The Man in the Net, John Hamilton -1959
- Arizona, prisión federal, The Badlanders, Peter Van Hoek – 1958
- El rebelde orgulloso, The Proud Rebel, John Chandler – 1958
- The Deep Six, Alec Austen – 1958
- La sirena y el delfín, Boy on a Dolphin, Dr. James Calder – 1957
- The Big Land, Chad Morgan – 1957
- A Cry in the Night, Narrador - 1956
- Santiago (film), Cash Adams – 1956
- The McConnell Story, Capt. Joseph C. McConnell, Jr. – 1955
- Hell on Frisco Bay, Steve Rollins – 1955
- Drum Beat, Johnny MacKay – 1954
- El caballero negro, The Black Knight, John – 1954
- Rebelión en el fuerte, Saskatchewan, O’Rourke – 1954
- Hell Below Zero, Duncan Craig – 1954
- 60 segundos de vida, The Red Beret – 1953
- Shane, Raíces profundas/Shane, el desconocido – 1953
- La legión del desierto, Desert Legion, Paul Lartal – 1953
- La nave de los condenados, Botany Bay, Hugh Tallant – 1953
- Tempestad en Oriente, Thunder in the East, Steve Gibbs – 1952
- La novia de acero, The Iron Mistress, Jim Bowie – 1952
- Sólo una bandera, Red Mountain, Capt. Brett Sherwood – 1951
- Reto a la muerte, Appointment with Danger, Al Goddard – 1951
- Marcado a fuego, Branded, Choya – 1950
- Captain Carey, U.S.A., Webster Carey – 1950
- El misterio de una desconocida, Chicago Deadline, Ed Adams – 1949
- The Great Gatsby, Jay Gatsby – 1949
- Eyes of Hollywood – 1949
- Smith el silencioso, Whispering Smith, Luke Smith – 1948
- Beyond Glory, Capt. Rockwell Gilman – 1948
- Saigón, Saigon (film), Mayor Larry Briggs – 1948
- Wild Harvest, Joe Madigan – 1947
- Calcuta, Calcutta, Neale Gordon – 1947
- Morena y peligrosa, My Favorite Brunette, Sam McCloud – 1947
- O.S.S., Philip Masson/John Martin – 1946
- Duffy's Tavern
- La dalia azul, The Blue Dahlia, Johnny Morrison – 1946
- Two Years Before the Mast, Charles Stewart – 1946
- Fuera de la ley, Salty O'Rourke, Salty O’Rourke – 1945
- Hollywood victory caravan (cortometraje)
- El porvenir es nuestro, And Now Tomorrow, Doctor Merek Vance – 1944
- China, Mr. Jones – 1943
- Letter from a Friend – 1943
- Lucky Jordan, Lucky Jordan – 1942
- La llave de cristal, Ed Beaumont – 1942
- El cuervo, This Gun for Hire, Philip Raven – 1942
- Joan of Paris, Baby – 1942
- Military Training – 1941
- Cadet Girl – 1941
- Great Guns – 1941
- They Met in Bombay – 1941
- The Reluctant Dragon – 1941
- Paper Bullets – 1941
- El gato negro, The Black Cat, Richard Hartley – 1941
- Citizen Kane El ciudadano / Ciudadano Kane– 1941
- Petticoat Politics, – 1941
- I Look at You – 1941
- Her First Romance, John Gilman – 1940
- Victory, Heyst a los 18 años – 1940
- Meet the Missus, novio de la novia de Higgins - 1940
- El capitán Cautela, Captain Caution, Newton – 1940
- The Howards of Virginia, vecino – 1940
- Wildcat Bus – 1940
- Those Were the Days!, Keg Rearick – 1940
- Cross-Country Romance, Mr. Williams – 1940
- Al amparo de la ley, Gangs of Chicago – 1940
- In Old Missouri, hijo del propietario – 1940
- The Light of Western Stars, Danny – 1940
- Brother Rat and a Baby, cadete – 1940
- The Green Hornet, Gilpin – 1940 (serial)
- American Portrait, joven/viejo – 1940
- Blame It on Love – 1940
- Meat and Romance, Bill – 1940
- Unfinished Rainbows, Charles Martin Hall – 1940
- Señores del mar, Rulers of the Sea, Colin Farrell – 1939
- Hitler - Beast of Berlin, él mismo – 1939
- The Mysterious Miss X, esbirro – 1939
- Freshman Year, estudiante – 1938
- Come On, Leathernecks!, camarero – 1938
- Así nace una fantasía, The Goldwyn Follies, cantante – 1938
- Hold 'Em Navy, oficial de marina – 1937
- All Over Town, joven – 1937
- Almas en el mar, Souls at Sea, marinero – 1937
- The Last Train from Madrid, soldado – 1937
- Born to the West -1937
- Locuras de estudiantes, Pigskin Parade, estudiante – 1936
- Saturday's Millions, estudiante – 1933
- Island of Lost Souls – 1933
- Una vez en la vida, Once in a Lifetime – 1932
- Casada por azar, No man of her own - 1932
- Tom Brown of Culver – 1932